# Hubertus von Sachsen-Coburg und Gotha

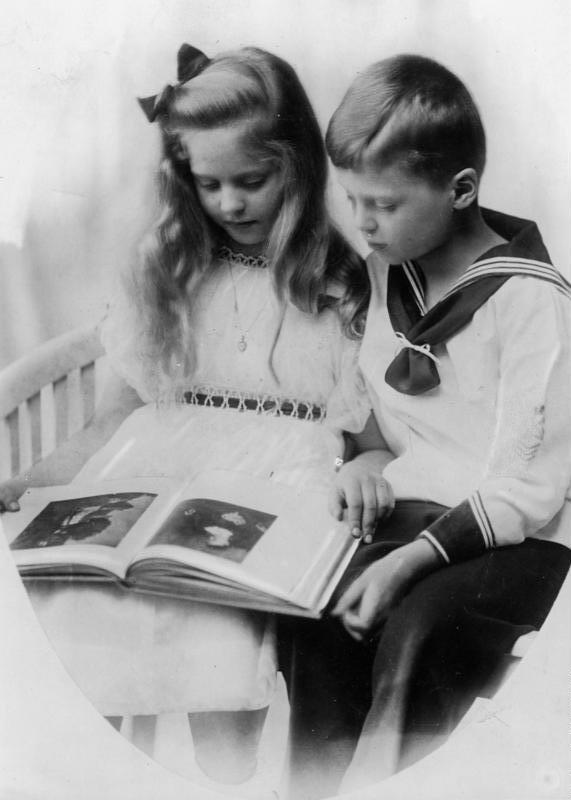
Hubertus und Sibylla, 1917

Dietmar Hubertus Friedrich Wilhelm Philipp Prinz von Sachsen-Coburg und Gotha (* 24. August 1909 in Gotha; † 26. November 1943 bei Groß-Mosty, Ukraine) war ein deutscher Prinz und Offizier des Hauses Sachsen-Coburg und Gotha.

## Herkunft
Hubertus von Sachsen-Coburg und Gotha war das dritte von fünf Kindern des von 1905 bis 1918 regierenden Herzogs Carl Eduard von Sachsen-Coburg und Gotha (1884–1954) und der Prinzessin Viktoria Adelheid zu Schleswig-Holstein-Sonderburg-Glücksburg (1885–1970). Seine Geschwister waren Erbprinz Johann Leopold (1906–1972), Sibylla (1908–1972), die Mutter von Schwedens König Carl Gustaf, Caroline Mathilde (1912–1983), die in erster Ehe einen Grafen zu Castell-Rüdenhausen heiratete, und Friedrich Josias (1918–1998), ein deutscher Kaufmann und von 1954 bis 1998 Chef des Hauses Sachsen-Coburg und Gotha.

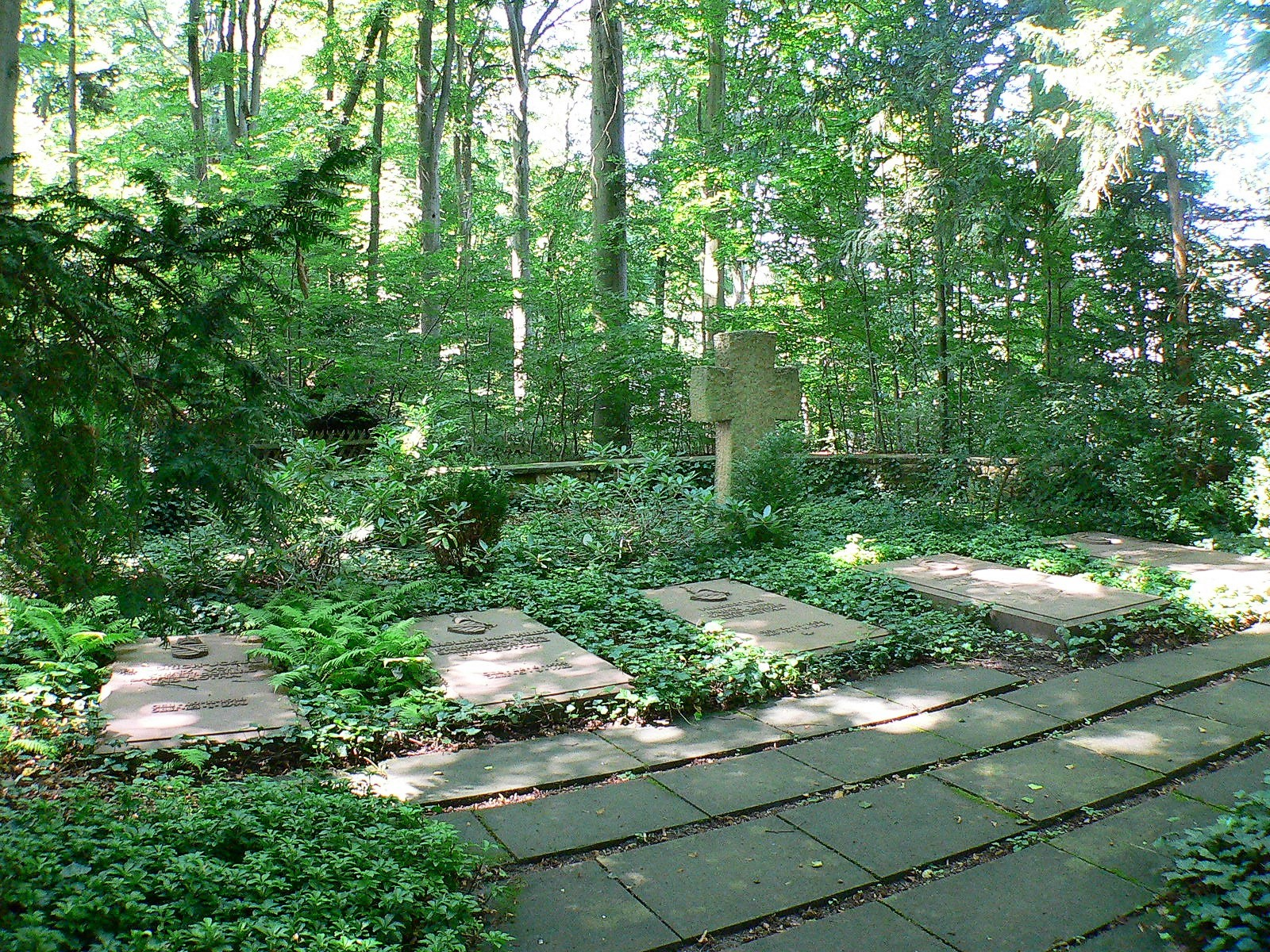
Friedhof des Hauses Sachsen-Coburg und Gotha im Forst von Schloss Callenberg

## Leben
Hubertus von Sachsen-Coburg und Gotha wurde zunächst privat unterrichtet. Später besuchte er das Gymnasium Casimirianum in Coburg.:S. 199. Nachdem der ältere Bruder Johann Leopold im Jahre 1932 wegen nicht standesgemäßer Heirat auf die Zugehörigkeit zum Gesamthaus verzichtet hatte, war Hubertus designierter Nachfolger seines Vaters in der tradierten Rolle eines Chefs des Hauses. Allerdings war er nicht bereit, sich eine Gemahlin zu suchen. Er war homosexuell, was bereits während seiner Studienzeit offensichtlich wurde.:S. 236. Am 1. Oktober 1939 trat Hubertus von Sachsen-Coburg und Gotha in die NSDAP ein (Mitgliedsnummer 7.213.588):S. 353 und kämpfte im Zweiten Weltkrieg an der Ostfront.
Zuletzt war Hubertus von Sachsen-Coburg und Gotha als Oberleutnant in einer Sonderverwendung im Gefolge des Generalstabes des Heeres (Oberkommando des Heeres) als Staffelkapitän eingesetzt. Er starb bei einem Flugzeugabsturz am 26. November 1943 gegen 14:15 h bei Welyki Mosty im damaligen Generalgouvernement (in der heutigen Ukraine). Er gehörte als Staffelführer der Flugbereitschaft zbV zur Besatzung einer Heinkel He 111 (VH+PH), mit der der Geschwaderkommodore des Fliegerverbindungsgeschwaders 2 seine Staffeln bei den Heeresgruppen A und Süd besuchen wollte.
Die Trauerfeier des Geschwaders fand am 30. November 1943 in der Halle IV des Fliegerhorstes Lötzen in Ostpreußen in Anwesenheit des Kommandanten des Hauptquartiers des OKH, Generalleutnant Walter von Gündell, statt. Der Leichnam von Hubertus von Sachsen-Coburg und Gotha wurde auf dem Friedhof für die Mitglieder des fürstlichen Hauses Sachsen-Coburg und Gotha im Callenberger Forst begraben.

## Belege
1. ↑  Dietmar Hubertus Friedrich Wilhelm Philip Prinz von Sachsen-Coburg und Gotha auf thepeerage.com, abgerufen am 10. September 2016.
2. 1 2 3  Harald Sandner: Hitlers Herzog – Carl Eduard von Sachsen-Coburg und Gotha – Die Biographie. Shaker Media, Aachen 2011, ISBN 978-3-86858-598-8.
3. ↑  Nachruf für den Geschwaderkommodore Major Dr. Paul Ludwig Buchholz, entnommen der "Erinnerungsmappe für den ersten Kommodore des Fliegerverbindungsgeschwaders 2". Die Mappe wurde bei der Trauerfeier den anwesenden Familienangehörigen und Trauernden durch den Oberleutnant Schmid überreicht, der letzter Adjutant von Buchholz war.

| Personendaten    | Personendaten                                                                                       |
| ---------------- | --------------------------------------------------------------------------------------------------- |
| NAME             | Sachsen-Coburg und Gotha, Hubertus von                                                              |
| ALTERNATIVNAMEN  | Sachsen-Coburg und Gotha, Dietmar Hubertus Friedrich Wilhelm Philipp Prinz von (vollständiger Name) |
| KURZBESCHREIBUNG | deutscher Prinz und Offizier des Hauses Sachsen-Coburg und Gotha                                    |
| GEBURTSDATUM     | 24. August 1909                                                                                     |
| GEBURTSORT       | Gotha                                                                                               |
| STERBEDATUM      | 26. November 1943                                                                                   |
| STERBEORT        | bei Groß-Mosty, Ukraine                                                                             |